# Добривоје Тривић
Добривоје Тривић (Шеварице, 26. октобар 1943 — Нови Сад, 26. фебруар 2013) био је југословенски и српски фудбалер.

## Каријера
Каријеру је почео у Подрињу из Мачванске Митровице, а од 6. јула 1965. до 8. јануара 1971. с успехом је носио дрес новосадске Војводине за коју је одиграо 156 првенствених утакмица и постигао 30 лигашких голова. Као одлична полутка, играо је у екипи која је у првенству 1965/66. освојила титулу првака Југославије.
Играо је и за француског прволигаша Олимпик Лион са којим је 1973. освојио Куп Француске, постигавши први гол у финалној утакмици против Нанта (2:1). Играо је и за Тулузу, а после тога је још једну првенствену сезону (1974/75) поново играо за Војводину.

## Репрезентација
Уз две утакмице за младу (1967-1971) и једну за „Б“ тим (1966), одиграо је и 13 утакмица за А репрезентацију Југославије. Дебитовао је 18. септембра 1966. против Совјетског Савеза (1:2) у Београду, а последњу утакмицу одиграо је 3. септембра 1969. против Румуније (1:1) у Београду.
Био је члан репрезентације Југославије која је на Европском првенству 1968. у Италији освојила друго место.
У полуфиналној утакмици против Енглеске, коју је Југославија прелепим голом Драгана Џајића добила са 1:0, Тривић је потпуно неутралисао најбољег енглеског фудбалера Бобија Чарлтона и дао немерљив допринос великом тријумфу наше репрезентације коју су водили селектор Рајко Митић и тренер Бранко Станковић.